# KV2
KV2 er graven for Ramses IV. Den er placeret mellem KV7 og KV1. Den er blevet beskrevet som "simpel" i sin udformning og udsmyknig. Graven har en længde på 88,66 m og består af tre langsomt faldende korridorer efterfulgt af et større kammer og derefter gravkammeret.
Graven har været åben siden oldtiden og er senere blevet udgravet af Edward Ayrton i 1905/1906, eferfulgt af Howard Carter i 1920
25°26′N 32°22′Ø / 25.44°N 32.36°Ø